# Mnémé (lune)
Pour les articles homonymes, voir Mnémé (homonymie).
Mnémé est un satellite naturel de Jupiter.

## Caractéristiques physiques
Peu de choses sont connues sur Mnémé, mais il s'agit de l'un des plus petits satellites de Jupiter. Sa magnitude de 16." conduit à un diamètre moyen d'environ 2 km.

## Orbite
Mnémé orbite autour de Jupiter à la distance moyenne de 2 113 000 km en un peu plus de 627 jours, avec une inclinaison de 150° sur l'écliptique et une excentricité de 0,32. Son orbite est rétrograde.
Mnémé appartient au groupe d'Ananké.

Diagramme illustrant l'orbite des satellites irréguliers de Jupiter. Le groupe d'Ananké est visible sur le centre-gauche.
Diagramme illustrant l'inclinaison des membres du cœur du groupe d'Ananké en fonction du demi-grand axe.

## Historique

### Découverte
Mnémé fut découvert par l'équipe de Scott Sheppard sur des images datant du 9 février 2003 ; la découverte fut annoncée le 14 avril 2003.

### Dénomination
Mnémé porte le nom de Mnémé, personnage de la mythologie grecque ; Mnémé était l'une des Muses, filles de Zeus (équivalent grec de Jupiter).
Mnémé reçut son nom officiel le 29 mai 2005. Auparavant, il était désigné par sa désignation provisoire S/2003 J 21, le 21e satellite découvert autour de Jupiter en 2003.